# Eugène Bataille
Ne doit pas être confondu avec Eugène Battaille.

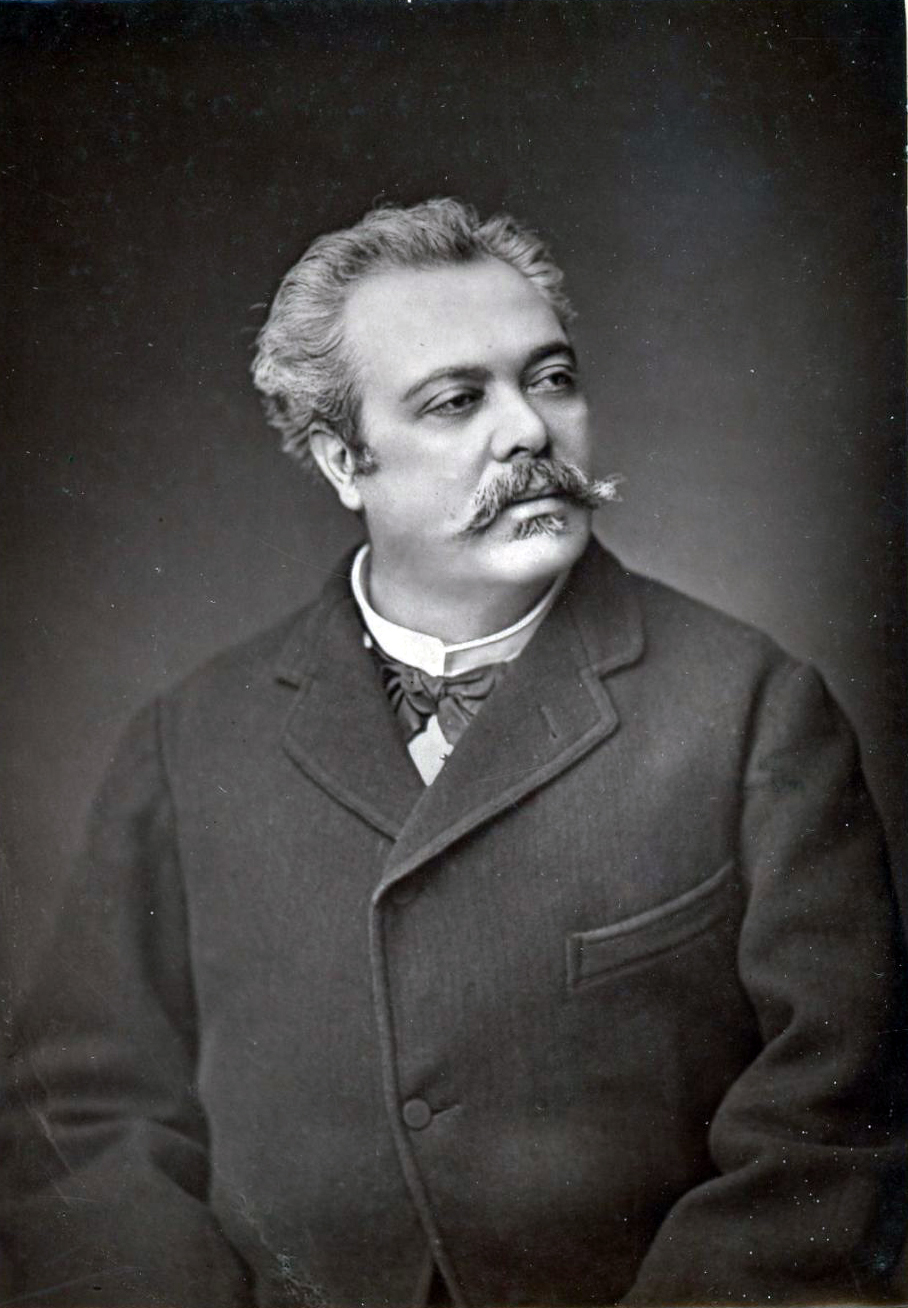
Portrait photographique (contesté).

Eugène François Bonaventure Bataille, plus connu sous son nom d’artiste Arthur Sapeck, né le 7 mai 1853, au Mans (Sarthe),, et mort le 20 juin 1891 à Clermont-de-l'Oise, est une figure importante des mouvements intellectuels de la Troisième République naissante, figure emblématique des mouvements des Hydropathes, puis Fumistes, Hirsutes, et Incohérents.
« Avocat de formation et de son état », il fait preuve, selon Michel Dansel, d'un « talent certain qui se manifestait, notamment, par ses dons de musicien, de caricaturiste, d'illustrateur, mais aussi de ventriloque ». Ses canulars et mystifications l'ont rendu plus célèbre que ses travaux d'illustrateur (tels ceux pour Le Rire, de Coquelin cadet). De 1881 à 1883, il publie avec Jules Jouy L'Anti-concierge, une revue satirique de défense des locataires et de critique des pipelets, à laquelle participe Alphonse Allais.
Pour l'exposition des Arts incohérents, en 1883, il réalise Mona Lisa fumant la pipe qui préfigure directement  « L.H.O.O.Q. » de Marcel Duchamp en 1919.
Devenu conseiller de préfecture de l'Oise en 1883, il se marie en 1888, eut rapidement deux enfants, mais souffre de troubles psychiatriques qui furent cause de son internement à l'asile de Clermont-de-l'Oise en 1889, où il meurt le dix juin 1891.

## Galerie

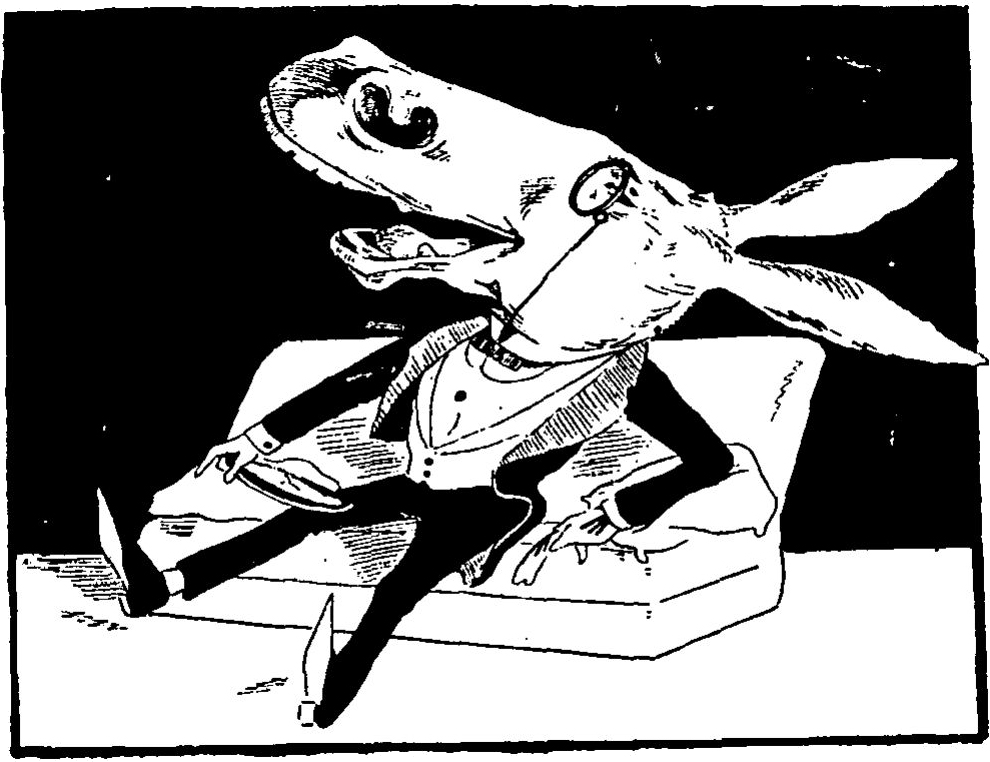
Illustration de l’ouvrage de Coquelin cadet, Le Rire, 2e éd., 1887.
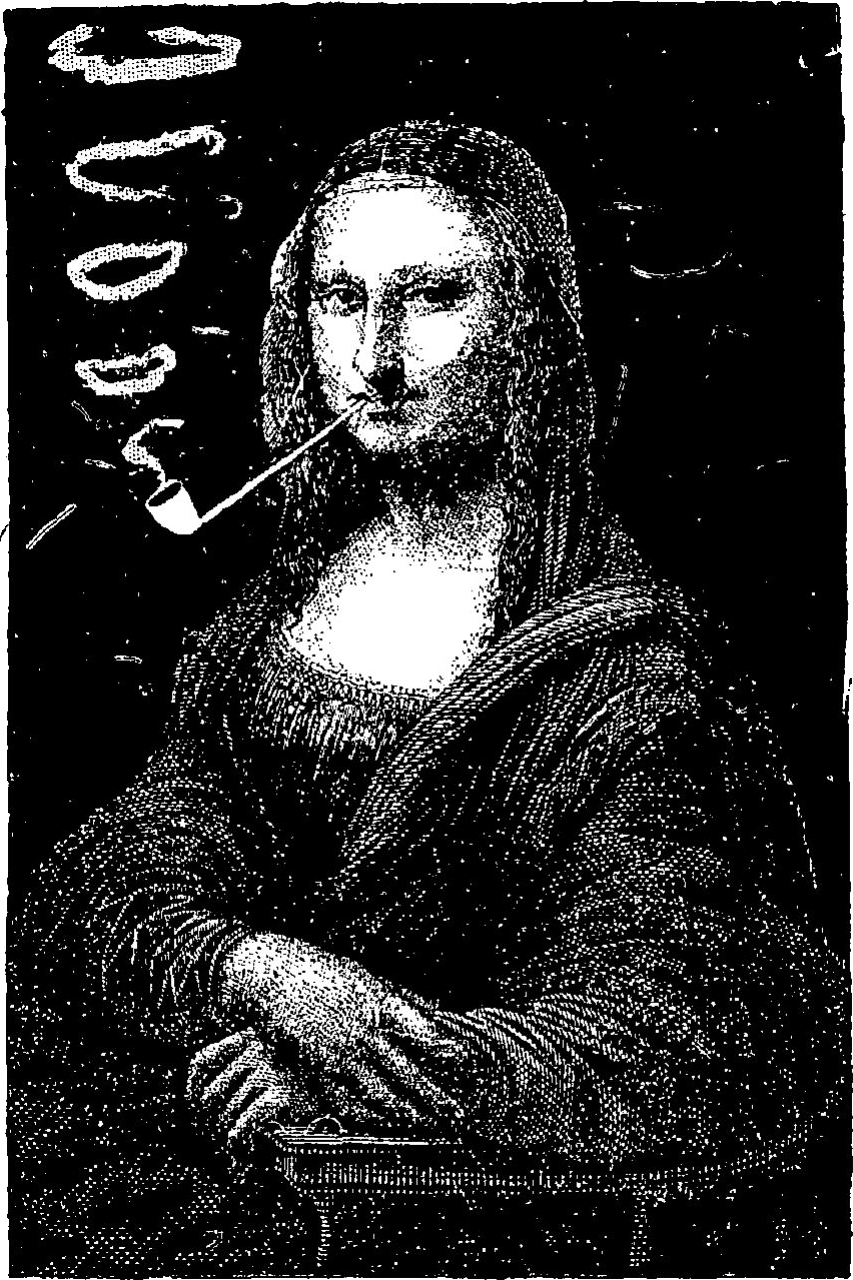
Illustration de l’ouvrage de Coquelin cadet, Le Rire, 2e éd., 1897.
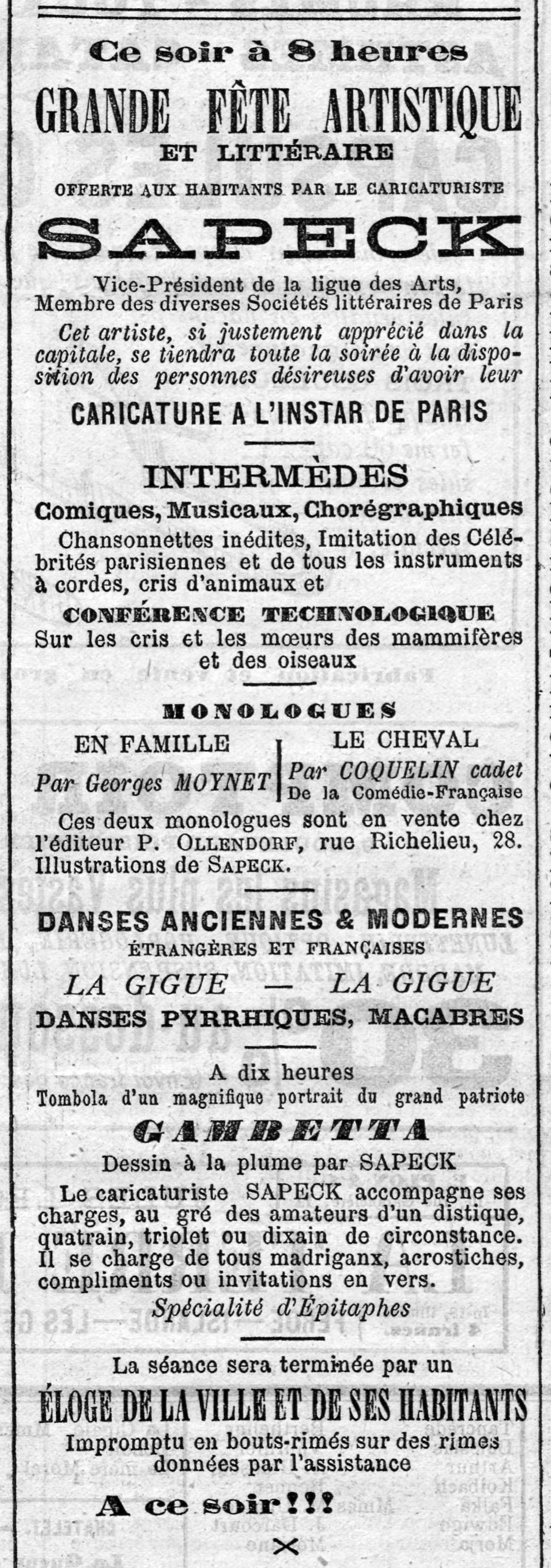
Annonce dans Gil Blas du 8 février 1883.